# Middlesex (Vermont)
Middlesex ist eine Town im Washington County des Bundesstaates Vermont in den Vereinigten Staaten. Im Jahr 2020 lebten dort 1779 Einwohner in 787 Haushalten auf einer Fläche von 103,2 km².

## Geografie

### Geografische Lage
Middlesex liegt zentral im Washington County. Der Winooski River windet sich entlang der südlichen Grenze der Town. Mehrere Bäche und Flüsse in Nord-Süd-Richtung und West-Ost-Richtung durchfließen Middlesex, alle münden in den Winooski River. Im Nordosten befindet sich das Wrightsville Reservoir. Den westlichen Teil der Town nimmt der CC Putnam State Forrest ein. Der 452 m hohe East Hill liegt im Südosten von Middlesex.

### Nachbargemeinden
Alle Entfernungen sind als Luftlinien zwischen den offiziellen Koordinaten der Orte aus der Volkszählung 2010 angegeben.
- Norden: Stowe, 11,4 km
- Nordosten: Worcester, 6,9 km
- Osten: Calais, 18,4 km
- Südosten: East Montpelier, 13,8 km
- Südosten: Montpelier, 6,9 km
- Süden: Berlin, 4,9 km
- Südwesten: Moretown, 9,7 km
- Nordwesten: Waterbury, 13,0 km

### Klima
Die mittlere Durchschnittstemperatur in Middlesex liegt zwischen −10,0 °C (14 °Fahrenheit) im Januar und 18,9 °C (66 °Fahrenheit) im Juli. Die Schneefälle zwischen Oktober und Mai liegen bei bis zu 50 Zentimetern (19,5 inch), die tägliche Sonnenscheindauer liegt am unteren Rand des Wertespektrums der USA.

## Geschichte
Als Teil der New Hampshire Grants wurde Middlesex am 8. Juni 1763 gegründet. Die ersten Siedler erreichten das Gebiet etwa 1782. Viele der ursprünglichen Siedler stammten aus Middlesex in England, zudem war Charles Sackville, Lord Middlesex, bevor er im Jahr 1765 seinem Vater als Duke of Dorset folgte. Da er in ihm einen potentiellen Unterstützer sah, benannte Benning Wentworth die Town nach Middlesex.
Ende des 18. Jahrhunderts stieg die Bevölkerungszahl auf mehr als 1200 Einwohner. Jedoch lebten auch extrem viele Bären in der Gegend, eine Geschichte berichtet von einem Siedler und seiner Frau, die eines ihrer Schafe von einem Bären gerissen fanden. Sie zogen sofort los, um eine Bestandsaufnahme ihrer Herde zu machen. Der Farmer sah einen Bären und tötete ihn, kurze Zeit später sah seine Frau einen Bären und der Farmer tötete auch diesen. Sie kehrten daraufhin zu ihrer Weide zurück und sahen einen dritten Bären, der ein weiteres ihrer Schafe fraß. Der Farmer tötete auch den Bären. Dieser Teil der Town war lange als Beartown bekannt, ein anderer aufgrund der schlechten Lebensbedingungen als Skunks Misery.

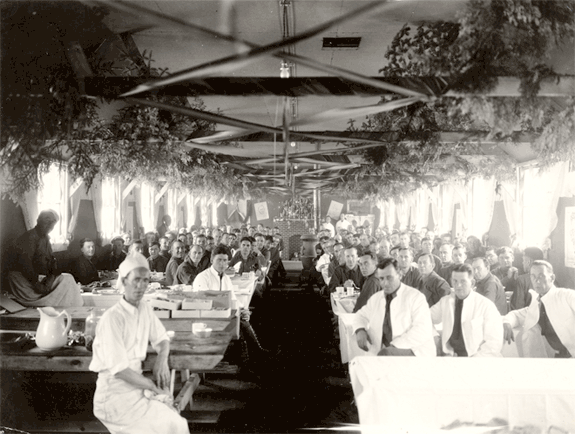
Civilian Conservation Corps Camp Green in Middlesex

Die Verwüstungen durch den Neuengland-Hurrikan betrafen auch Middlesex. Neben vielen beschädigten und zerstörten Wohnhäusern und Gebäuden wurde auch die Middlesex-Winooski River Bridge, welche die U.S. Route 2 über den Winooski River führte, zerstört. Dies schnitt Middlesex vom Handel mit den umgebenden Towns ab. Eine neue Brücke wurde mit Mitteln des Staates von der American Bridge Company errichtet. Die Brücke wurde als Vorbild für viele weitere Brücken in Vermont genutzt. Sie ist eine Pratt-Fachwerkbrücke, nach einem Patent aus dem Jahr 1844. Am Wiederaufbau nach der Flut waren auch Helfer des Civilian Conservation Corps beteiligt.

### Einwohnerentwicklung
| Volkszählungsergebnisse – Town of Middlesex, Vermont | Volkszählungsergebnisse – Town of Middlesex, Vermont | Volkszählungsergebnisse – Town of Middlesex, Vermont | Volkszählungsergebnisse – Town of Middlesex, Vermont | Volkszählungsergebnisse – Town of Middlesex, Vermont | Volkszählungsergebnisse – Town of Middlesex, Vermont | Volkszählungsergebnisse – Town of Middlesex, Vermont | Volkszählungsergebnisse – Town of Middlesex, Vermont | Volkszählungsergebnisse – Town of Middlesex, Vermont | Volkszählungsergebnisse – Town of Middlesex, Vermont | Volkszählungsergebnisse – Town of Middlesex, Vermont |
| Jahr                                                 | 1700                                                 | 1710                                                 | 1720                                                 | 1730                                                 | 1740                                                 | 1750                                                 | 1760                                                 | 1770                                                 | 1780                                                 | 1790                                                 |
| ---------------------------------------------------- | ---------------------------------------------------- | ---------------------------------------------------- | ---------------------------------------------------- | ---------------------------------------------------- | ---------------------------------------------------- | ---------------------------------------------------- | ---------------------------------------------------- | ---------------------------------------------------- | ---------------------------------------------------- | ---------------------------------------------------- |
| Einwohner                                            |                                                      |                                                      |                                                      |                                                      |                                                      |                                                      |                                                      |                                                      |                                                      | 60                                                   |
| Jahr                                                 | 1800                                                 | 1810                                                 | 1820                                                 | 1830                                                 | 1840                                                 | 1850                                                 | 1860                                                 | 1870                                                 | 1880                                                 | 1890                                                 |
| Einwohner                                            | 262                                                  | 401                                                  | 726                                                  | 1156                                                 | 1279                                                 | 1365                                                 | 1254                                                 | 1171                                                 | 1087                                                 | 889                                                  |
| Jahr                                                 | 1900                                                 | 1910                                                 | 1920                                                 | 1930                                                 | 1940                                                 | 1950                                                 | 1960                                                 | 1970                                                 | 1980                                                 | 1990                                                 |
| Einwohner                                            | 883                                                  | 858                                                  | 762                                                  | 751                                                  | 817                                                  | 887                                                  | 770                                                  | 857                                                  | 1235                                                 | 1514                                                 |
| Jahr                                                 | 2000                                                 | 2010                                                 | 2020                                                 | 2030                                                 | 2040                                                 | 2050                                                 | 2060                                                 | 2070                                                 | 2080                                                 | 2090                                                 |
| Einwohner                                            | 1729                                                 | 1731                                                 | 1779                                                 |                                                      |                                                      |                                                      |                                                      |                                                      |                                                      |                                                      |

## Wirtschaft und Infrastruktur

### Verkehr
Entlang der südlichen Grenze der Town verläuft die Interstate 89 auch bekannt als Vietnam Veterans Memorial Highway und parallel zur Interstate der U.S. Highway 2. Beide folgen dem Verlauf des Winooski Rivers. Die State Route 12 führt in nord-südlicher Sichtung durch den östlichen Teil der Town. Die Bahnstrecke Windsor–Burlington erreichte am 30. August 1849 Middlesex.

### Öffentliche Einrichtungen
Es gibt in Middlesex kein Krankenhaus. Das nächstgelegene ist das  Central Vermont Medical Center in Berlin.

### Bildung
Middlesex gehört mit Berlin, Calais, East Montpelier und Worcester zur Washington Central Supervisory Union In Middlesex befindet sich die Rumney Memorial School. Sie bietet Schulklassen von Pre-Kindergarten bis zum sechsten Schuljahr.
Es gibt in Middlesex keine eigene Bibliothek. Die nächstgelegene ist die Kellogg-Hubbard Library in Montpelier.

## Persönlichkeiten

### Söhne und Töchter der Stadt
- Edward H. Deavitt (1871–1946), Sprecher des Repräsentantenhauses Vermonts und State Treasurer

### Persönlichkeiten, die vor Ort gewirkt haben
- Denise R. Johnson (* 1947), erste Frau die an den Vermont Supreme Court berufen wurde
- Phil Scott (* 1958), Vizegouverneur von Vermont Unternehmer in Middlesex